# Concord Township (comté de Delaware, Pennsylvanie)
Pour les articles homonymes, voir Concord Township.
Concord Township est un township situé au sud-ouest du comté de Delaware, en Pennsylvanie, aux États-Unis,. En 2010, il comptait une population de 17 231 habitants.

## Démographie
Lors du recensement de 2010, le township comptait une population de 17 231 habitants. Elle est estimée, en 2016, à 17 726 habitants.

### Source de la traduction
- (en) Cet article est partiellement ou en totalité issu de l’article de Wikipédia en anglais intitulé « Concord Township, Delaware County, Pennsylvania » (voir la liste des auteurs).